# أبو حامد الغزالي
أَبُو حَامِدٍ مُحَمَّدٌ الغَزّالِيُّ الطُوسِيُّ النَّيْسَابُورِيُّ الصُوفِيُّ الشَّافِعِيُّ الأشْعَرِيُّ، أحد أعلام عصره وأحد أشهر علماء المسلمين في القرن الخامس الهجري، (450 هـ - 505 هـ / 1058م - 1111م). كان فقيهاً وأصولياً وفيلسوفاً، وكان صوفيّ الطريقةِ، شافعيّ الفقهِ إذ لم يكن للشافعية في آخر عصره مثلَه.، وكان على مذهب الأشاعرة في العقيدة، وقد عُرف كأحد مؤسسي المدرسة الأشعرية في علم الكلام، وأحد أصولها الثلاثة بعد أبي الحسن الأشعري، (وكانوا الباقلاني والجويني والغزّالي). لُقّب الغزالي بألقاب كثيرة في حياته، أشهرها لقب «حجّة الإسلام»، وله أيضاً ألقاب مثل: زين الدين، ومحجّة الدين، والعالم الأوحد، ومفتي الأمّة، وبركة الأنام، وإمام أئمة الدين، وشرف الأئمة.
كان له أثرٌ كبيرٌ وبصمةٌ واضحةٌ في عدّة علوم مثل الفلسفة، والفقه الشافعي، وعلم الكلام، والتصوف، والمنطق، وترك عدداَ من الكتب في تلك المجالات. ولد وعاش في طوس، ثم انتقل إلى نيسابور ليلازم أبا المعالي الجويني (الملقّب بإمام الحرمين)، فأخذ عنه معظم العلوم، ولمّا بلغ عمره 34 سنة، رحل إلى بغداد مدرّساً في المدرسة النظامية في عهد الدولة العباسية بطلب من الوزير السلجوقي نظام الملك. في تلك الفترة اشتُهر شهرةً واسعةً، وصار مقصداً لطلاب العلم الشرعي من جميع البلدان، حتى بلغ أنه كان يجلس في مجلسه أكثر من 400 من أفاضل الناس وعلمائهم يستمعون له ويكتبون عنه العلم. وبعد 4 سنوات من التدريس قرر اعتزال الناس والتفرغ للعبادة وتربية نفسه، متأثراً بذلك بالصّوفية وكتبهم، فخرج من بغداد خفيةً في رحلة طويلة بلغت 11 سنة، تنقل خلالها بين دمشق والقدس والخليل ومكة والمدينة المنورة، كتب خلالها كتابه المشهور إحياء علوم الدين خلاصةً لتجربته الروحية، عاد بعدها إلى بلده طوس متخذاً بجوار بيته مدرسةً للفقهاء، وخانقاه (مكان للتعبّد والعزلة) للصوفية.

## نسبه
هو أبو حامد محمد بن محمد بن محمد بن أحمد الغزّالي الطوسي النيسابوري، يُكنّى بأبي حامد لولد له مات صغيراً، ويُعرَف بـ «الغزّالي» نسبة إلى صناعة الغزل، حيث كان أبوه يعمل في تلك الصناعة، ويُنسب أيضاً إلى «الغَزَالي» نسبة إلى بلدة غزالة من قرى طوس، وقد قال عن نفسه: «النّاس يقولون لي الغزّالي، ولستُ الغزّالي، وإنّما أنا الغَزَالي منسوبٌ إلى قرية يُقال لها غزالة».، وقد قال ابن خلكان أن نسبته إلى «الغزّالي» (بتشديد الزاي) هو المشهور، وهو أصحّ من نسبته إلى «الغَزَالي»، ويؤكّد ذلك ما رواه الرحّآلة ياقوت الحموي بأنّه لم يسمع ببلدة الغزالة في طوس. كما يُعرف بـ«الطوسي» نسبة إلى بلدة طوس الموجودة في خراسان، والتي تعرف الآن باسم مدينة مشهد موجودة في إيران. وقد اختلف الباحثون في أصل الغزالي أعربي أم فارسي، فهناك من ذهب على أنه من سلالة العرب الذين دخلوا بلاد فارس منذ بداية الفتح الإسلامي، ومن الباحثين من ذهب إلى أنه من أصل فارسي.

## ولادته ونشأته
ولد الغزّالي عام 450 هـ الموافق 1058، في «الطابران» من قصبة طوس، وهي أحد قسمي طوس، وقيل بأنّه وُلد عام 451 هـ الموافق 1059. وقد كانت أسرته فقيرة الحال، إذ كان أباه يعمل في غزل الصوف وبيعه في طوس، ولم يكن له أبناء غيرَ أبي حامد، وأخيه أحمد والذي كان يصغره سنّاً. كان أبوه مائلاً للصوفية، لا يأكل إلا من كسب يده، وكان يحضر مجالس الفقهاء ويجالسهم، ويقوم على خدمتهم، وينفق بما أمكنه إنفاقه، وكان كثيراً يدعو الله أن يرزقه ابنا ويجعله فقيهاً، فكان ابنه أبو حامد، وكان ابنه أحمد واعظاً مؤثراً في الناس. ولما قربت وفاة أبيهما، وصّى بهما إلى صديق له متصوّف، وقال له: «إِن لي لتأسفاً عظيماً على تعلم الخط وأشتهي استدارك ما فاتني في وَلَديّ هذَيْن فعلّمهما ولا عليك أن تنفذ في ذلك جميع ما أخلّفه لهما»، فلما مات أقبل الصوفيّ على تعليمهما حتى نفد ما خلّفهما لهما أبوهما من الأموال، ولم يستطع الصوفيّ الإنفاق عليهما، عند ذلك قال لهما: «اعلما أنّي قد أنفقت عليكما ما كان لكما وأنا رجل من الفقر والتجريد بحيث لا مال لي فأواسيكما به وأصلح ما أرى لَكمَا أن تلجئا إِلَى مدرسة كأنكما من طلبة الْعلم فَيحصل لَكمَا قوت يعينكما على وقتكما»،
ففعلا ذلك وكان هو السبب في علو درجتهما، وكان الغزاليّ يَحكي هذا ويقُول: «طلبنا الْعلم لغير الله فأبى أن يكون إِلّا لله».

## تعليمه
ابتدأ طلبه للعلم في صباه عام 465 هـ، فأخذ الفقه في طوس على يد الشيخ أحمد الراذكاني، ثم رحل إلى جرجان وطلب العلم على يد الشيخ الإسماعيلي (وهو أبو النصر الإسماعيلي بحسب تاج الدين السبكي، بينما يرى الباحث فريد جبر أنه إسماعيل بن سعدة الإسماعيلي وليس أبا النصر لأنه توفي سنة 428 هـ قبل ولادة الغزالي)، وقد علّق عليه التعليقة (أي دوّن علومه دون حفظ وتسميع)، وفي طريق عودته من جرجان إلى طوس، واجهه قطّاع طرق، حيث يروي الغزالي قائلاً: «قطعت علينا الطرِيق وأخذ العيّارون جميع ما معي ومضوا فتبعتهم فالتفت إليّ مقدّمهم وقال: ارجع ويحك وإِلا هلكت! فقلت له: أسألك بالذي ترجو السلامة منه أن ترد علي تعليقتي فقط فما هي بشيء تنتفعون به. فقال لي: وما هي تعليقتك: فقلت: كتبت في تلك المخلاة هاجرت لسماعها وكتابتها ومعرفة علمها. فضحك وقال: كيف تدّعي أنّك عرفت علمها وقد أخذناها منك فتجردت من معرفتها وبقيت بلا علم؟ ثم أمر بعض أصحابه فسلّم إِليّ المخلاة». بعد ذلك قرّر الغزالي الاشتغال بهذه التعليقة، وعكف عليه 3 سنوات من 470 هـ إلى 473 هـ حتى حفظها.
وفي عام 473 هـ رحل الغزّالي إلى نيسابور ولازم إِمام الحرمين أبو المعالي الجويني (إمام الشافعية في وقته، ورئيس المدرسة النظامية)، فدرس عليه مختلف العلوم، من فقه[ ؟ ] الشافعية، وفقه الخلاف، وأصول الفقه، وعلم الكلام، والمنطق، والفلسفة، وجدّ واجتهد حتى برع وأحكم كل تلك العلوم، ووصفه شيخه أبو المعالي الجويني بأنه: «بحر مغدِق». وكان الجويني يُظهر اعتزازه بالغزالي، حتى جعله مساعداً له في التدريس، وعندما ألف الغزالي كتابه «المنخول في علم الأصول» قال له الجويني: «دفنتني وأنا حيّ، هلّا صبرتَ حتى أموت؟».

## تدريسه ورحلاته
عندما تُوفي أبو المعالي الجويني سنة 478 هـ الموافق 1085، خرج الغزالي إلى «العسكر» أي «عسكر نيسابور»، قاصداً للوزير نظام الملك (وزير الدولة السلجوقية)، وكان له مجلس يجمع العلماء، فناظر الغزالي كبار العلماء في مجلسه وغلبهم، وظهر كلامه عليهم، واعترفوا بفضله، وتلقوه بالتعظيم والتبجيل. كان الوزير نظام الملك زميلاً للغزالي في دراسته، وكان له الأثر الكبير في نشر المذهب الشافعي فقه[ ؟ ]، والعقيدة الأشعرية السنّية، وذلك عن طريق تأسيس المدارس النظامية المشهورة. وقد قبل الغزالي عرض نظام الملك بالتدريس في المدرسة النظامية في بغداد، وكان ذلك في جمادى الأولى عام 484 هـ الموافق 1091، ولم يتجاوز الرابعة والثلاثين من عمره.

### الغزالي في بغداد
وصل الغزالي إلى بغداد في جمادى الأولى سنة 484 هـ، في أيام الخليفة المقتدي بأمر الله العباسي، ودرّس بالمدرسة النظامية حتى أُعجب به الناس لحسن كلامه وفصاحة لسانه وكمال أخلاقه. وأقام على التدريس وتدريس العلم ونشره بالتعليم والفتيا والتصنيف مدّة أربعة سنوات، حتى اتسعت شهرته وصار يُشدّ له الرّحال، ولُقّب يومئذٍ بـ «الإمام» لمكانته العالية أثناء التدريس بالنظامية في بغداد، ولقّبه نظام الملك بـ «زين الدين» و«شرف الأئمة». وكان يدرّس أكثر من 300 من الطلاب في الفقه وعلم الكلام وأصول الفقه، وحضر مجالسه الأئمة الكبار كابن عقيل وأبي الخطاب وعبد القادر الجيلاني وأبي بكر بن العربي، حيث قال أبو بكر بن العربي: «رأيت الغزالي ببغداد يحضر درسه أربعمائة عمامة من أكابر الناس وأفاضلهم يأخذون عنه العلم»،
انهمك الغزالي في البحث والاستقصاء والردّ على الفرق المخالفة بجانب تدريسه في المدرسة النظامية، فألّف كتابه «مقاصد الفلاسفة» يبيّن فيه منهج الفلاسفة، ثمّ نقده بكتابه «تهافت الفلاسفة» مهاجماً الفلسفة ومبيّناً تهافت منهجهم. ثمّ تصدّى الغزالي للفكر الباطني (وهم الإسماعيلية) الذي كان منتشراً في وقته والذي أصبح الباطنيون ذوو قوّة سياسية، حتى أنّهم قد اغتالوا الوزير نظام الملك عام 485 هـ الموافق 1091، وتُوفي بعده الخليفة المقتدي بأمر الله، فلما جاء الخليفة المستظهر بالله:، طلب من الغزالي أن يحارب الباطنية في أفكارهم، فألّف الغزالي في الردّ عليهم كتب «فضائح الباطنية» و«حجّة الحق» و«قواصم الباطنية».

### رحلة الغزالي

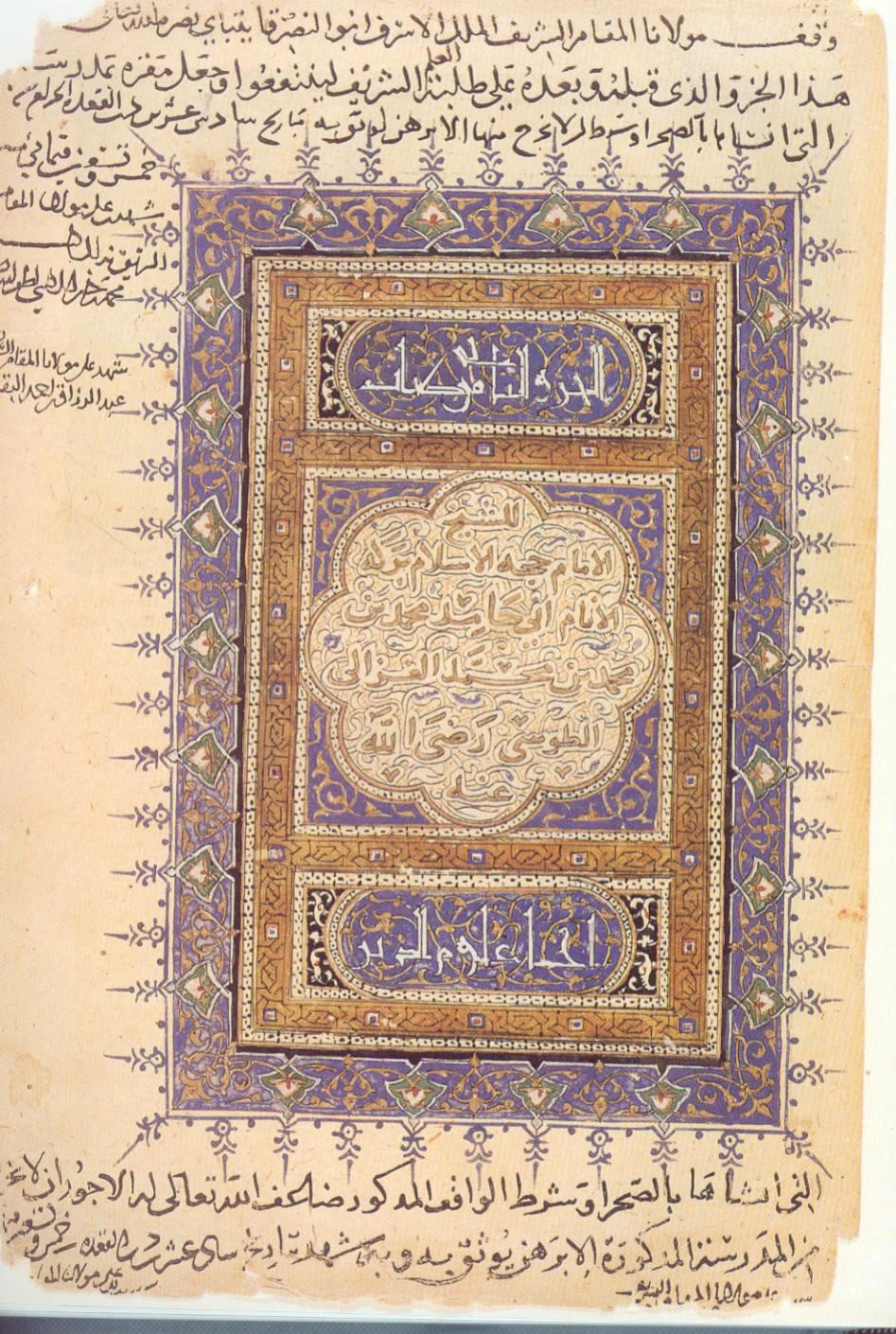
كتاب إحياء علوم الدين أحد أهم الكتب التي ورّثها الغزّالي، وأحد أهمّ الكتب في موضوع التصوف وعلم الأخلاق، والذي ألّفه خلال رحلة عزلته التي دامت 11 سنة، حيث ابتدأ التأليف به في القدس، وأنهاه في دمشق. وكان أبو بكر ابن العربي من أول الجالبين لكتاب الإحياء إلى المغرب العربي

بعد خوض الغزالي في علوم الفلسفة والباطنية، عَكَف على قراءة ودراسة علوم الصوفية، وصحب الشيخ الفضل بن محمد الفارمذي (الذي كان مقصداً للصوفية في عصره في نيسابور، وهو تلميذ أبو القاسم القشيري). فتأثر الغزالي بذلك، ولاحظ على نفسه بعده عن حقيقة الإخلاص لله وعن العلوم الحقيقية النافعة في طريق الآخرة، وشعر أن تدريسه في النظامية مليء بحب الشهرة والعُجُب والمفاسد، عند ذلك عقد العزم على الخروج من بغداد، يقول عن نفسه:
| أبو حامد الغزالي | ثم لاحظت أحوالي، فإذا أنا منغمس في العلائق، وقد أحدقت بي من الجوانب، ولاحظت أعمالي - وأحسنها التدريس والتعليم - فإذا أنا فيها مقبل على علوم غير مهمة، ولا نافعة في طريق الآخرة. ثم تفكرت في نيتي في التدريس، فإذا هي غير خالصة لوجه الله ، بل باعثها ومحركها طلب الجاه وانتشار الصيت، فتيقنت أني على شفا جرف هار، وأني قد أشفيت على النار، إن لم أشتغل بتلافي الأحوال.. فلم أزل أتردد بين تجاذب شهوات الدنيا، ودواعي الآخرة، قريباً من ستة أشهر أولها رجب سنة 488 هـ. وفي هذا الشهر جاوز الأمر حد الاختيار إلى الاضطرار، إذ أقفل الله على لساني حتى اعتقل عن التدريس، فكنت أجاهد نفسي أن أدرس يوماً واحداً تطييباً لقلوب المختلفة إلي، فكان لا ينطق لساني بكلمة واحدة ولا أستطيعها البتة. ثم لما أحسست بعجزي، وسقط بالكلية اختياري، التجأت إلى الله التجاء المضطر الذي لا حيلة له، فأجابني الذي يجيب المضطر إذا دعاه، وسهل على قلبي الإعراض عن الجاه والمال والأهل والولد والأصحاب | أبو حامد الغزالي |

.
فكان خروجه من بغداد في ذي القعدة سنة 488 هـ، وقد ترك أخاه أحمد الغزّالي مكانه في التدريس في النظامية في بغداد. وقد خرج إلى الشام قاصداً الإقامة فيها، مُظهِرَاً أنه متّجه إلى مكة للحجّ حذراً أن يعرف الخليفة فيمنعه من السفر إلى الشام. فوصل دمشق في نفس العام، ومكث فيها قرابة السنتين لا شغل له إلا العزلة والخلوة، والمجاهدة، اشتغالاً بتزكية النفس، وتهذيب الأخلاق. فكان يعتكف في مسجد دمشق، يصعد منارة المسجد طول النهار، ويغلق على نفسه الباب، وكان يكثر الجلوس في زاوية الشيخ نصر المقدسي في الجامع الأموي[ ؟ ] والمعروفة اليوم بـ «الزاوية الغزالية» نسبةً إليه. بعد ذلك رحل الغزالي إلى القدس واعتكف في المسجد الأقصى وقبة الصخرة. ثم ارتحل وزار مدينة الخليل في فلسطين، وما لبث أن سافر إلى مكة والمدينة المنورة لأداء فريضة الحج، ثم عاد إلى بغداد، بعد أن قضى 11 سنة في رحلته، ألّف خلالها أعظم كتبه «إحياء علوم الدين»، وقد استقر أمره على الصوفية.

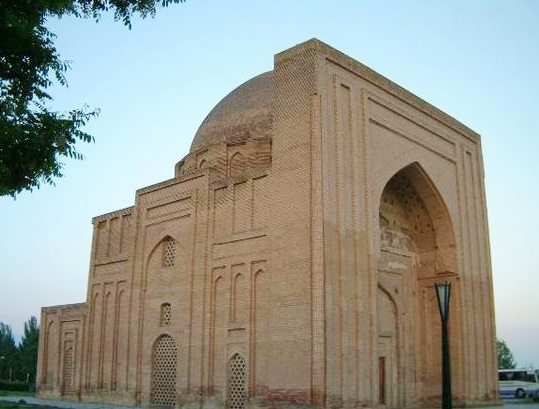
مبنى الهارونية في طوس، حيث وُجد على مدخله لوحة أرضية رخامية مكتوب عليها بالفارسية «بياد بود امام محمد غزالي»، أي «ذكرى الإمام الغزالي».

وبحسب تاج الدين السبكي وابن الجوزي وغيرهما، فإن الغزالي خرج أولاً من بغداد إلى الحج سنة 488 هـ، ثم عاد منها إلى دمشق فدخلها سنة 489 هـ، فلبث فيها أياماً، ثم توجّه إلى القدس، فجاور فيها مدّة، ثم عاد وبقي في دمشق معتكفاً في جامعها، ثم رحل وزار الإسكندرية في مصر، واستمرّ يجول في البلدان ويزور المشَاهد وَيَطوف على المساجد حتى عاد إلى بغداد للتدريس فيها.

### عودته إلى طوس
بعد قرابة 11 سنة من العزلة والتنقّل، عزم الغزّالي على العودة إلى بغداد، فكان ذلك في ذي القعدة سنة 499 هـ، ولم يدم طويلاً حتى أكمل رحلته إلى نيسابور ومن ثمّ إلى بلده طوس، وهناك لم يلبث أن استجاب إلى رأي الوزير فخر الملك للتدريس في نظامية نيسابور مكرهاً، فدرّس فيها مدة قليلة، وما لبث أن قُتل فخر الدين الملك على يد الباطنية، من ثم ّ رحل الغزالي مرة أخرى إلى بلده طابران في طوس، وسكن فيها، متخذاً بجوار بيته مدرسة للفقهاء وخانقاه (مكان للتعبّد والعزلة) للصوفية، ووزّع أوقاته على وظائف من ختم القرآن ومجالسة الصوفية والتدريس لطلبة العلم وإدامة الصلاة والصيام وسائر العِبَادات، كما صحّح قراءة أحاديث صحيح البخاري وصحيح مسلم على يد الشيخ عمر بن عبد الكريم بن سعدويه الرواسي. يروي بعض الناس حال الغزالي عند دخوله بغداد أول مرة، وحال دخوله إياها بعد رحلته، فعن أبي منصور الرزاز الفقيه، قال: «دخل أبو حامد بغداد، فقوّمنا ملبوسه ومركوبه خمسمائة دينار. فلمّا تزهد وسافر وعاد إلى بغداد، فقوّمنا ملبوسه خمسة عشر قيراطاً» وعن أنوشروان (وكان وزيراً للخليفة) أنه زار الغزالي فقال له الغزالي: «زمانك محسوب عليك وأنت كالمستاجر فتوفرك على ذلك أولى من زيارتي» فخـرج أنوشروان وهو يقول: «لا إله إلا الله، هذا الذي كان في أول عمره يستزيدني فضل لقب في ألقابه، كان يلبس الذهب والحرير».

## وفاته

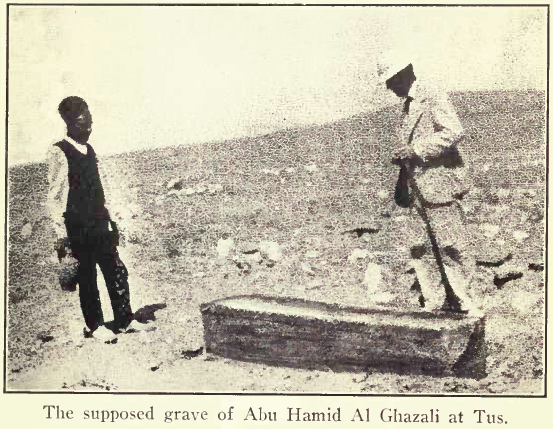
قبر يُعتقد أنه يعود لأبي حامد الغزّالي

بعد أن عاد الغزّالي إلى طوس، لبث فيها بضع سنين، وما لبث أن تُوفي يوم الاثنين 14 جمادى الآخرة 505 هـ، الموافق 19 ديسمبر 1111م، في «الطابران» في مدينة طوس، ولم يعقب إلا البنات. روى أبو الفرج بن الجوزي في كتابه «الثبات عند الممات»، عن أحمد (أخو الغزالي): «لما كان يوم الإثنين وقت الصبح توضأ أخي أبو حامد وصلّى، وقال: «عليّ بالكفن»، فأخذه وقبّله، ووضعه على عينيه وقال: «سمعاً وطاعة للدخول على الملك»، ثم مدّ رجليه واستقبل القبلة ومات قبل الإسفار». وقد سأله قبيل الموت بعض أصحابه:، فقالوا له: أوصِ. فقال: «عليك بالإخلاص» فلم يزل يكررها حتى مات.
وأما عن تعيين قبره، فقد روى تاج الدين السبكي بأن الغزّالي دُفن في مقبرة «طابران»، وقبره هناك ظاهر وبه مزار. أمّا حالياً فلا يُعرف قبر ظاهر للغزّالي، إلا أنه حديثاً تم اكتشاف مكان في طوس قرب مدينة مشهد في إيران حيث يُعتقد بأنه قبر الغزّالي، والذي أمر رئيس الوزراء التركي رجب طيب أردوغان بإعادة إعماره خلال زيارته إلى إيران في ديسمبر 2009. وقد ادّعى الشيخ فاضل البرزنجي بأن قبر الغزالي موجود في بغداد وليس في طوس، بينما يؤكد أستاذ التاريخ بجامعة بغداد الدكتور حميد مجيد هدو، بالإضافة للوقف السني في العراق بأن قبره في طوس، وأن ما يتناقله الناس حول دفن الغزالي ببغداد، مجرد وهم شاع بين العراقيين، حيث أن المدفون في بغداد هو شخص صوفي يلقب بالغزالي وهو مؤلف كتاب «كشف الصدا وغسل الرام»، وجاء إلى بغداد قبل نحو ثلاثة قرون، وبعد فترة من وفاته جاء من قال إن هذا قبر الغزالي، وهو وهم كبير وقع فيه الناس.
وقد رثى الغزّالي حين مات أبو المظفر الأبيوردي إذ قال:
وقال فيه أيضاً القاضي عبد الملك بن أحمد بن محَمّد بن المعَافى:

## خطه
قيل بأن خط الغزالي مثبت في خاتمة نسخة خطية من كتابه الوجيز في فقه الإمام الشافعي محفوظة في مكتبة جامعة ييل بالولايات المتحدة الأمريكية. إلا أن الباحث الألماني Frank Griffel شكك في هذا ويرى أن النص هو نسخ لإجازة كُتبت بعد وفاة الغزالي فهي ليست بخط يده.

## الغزالي والفلسفة

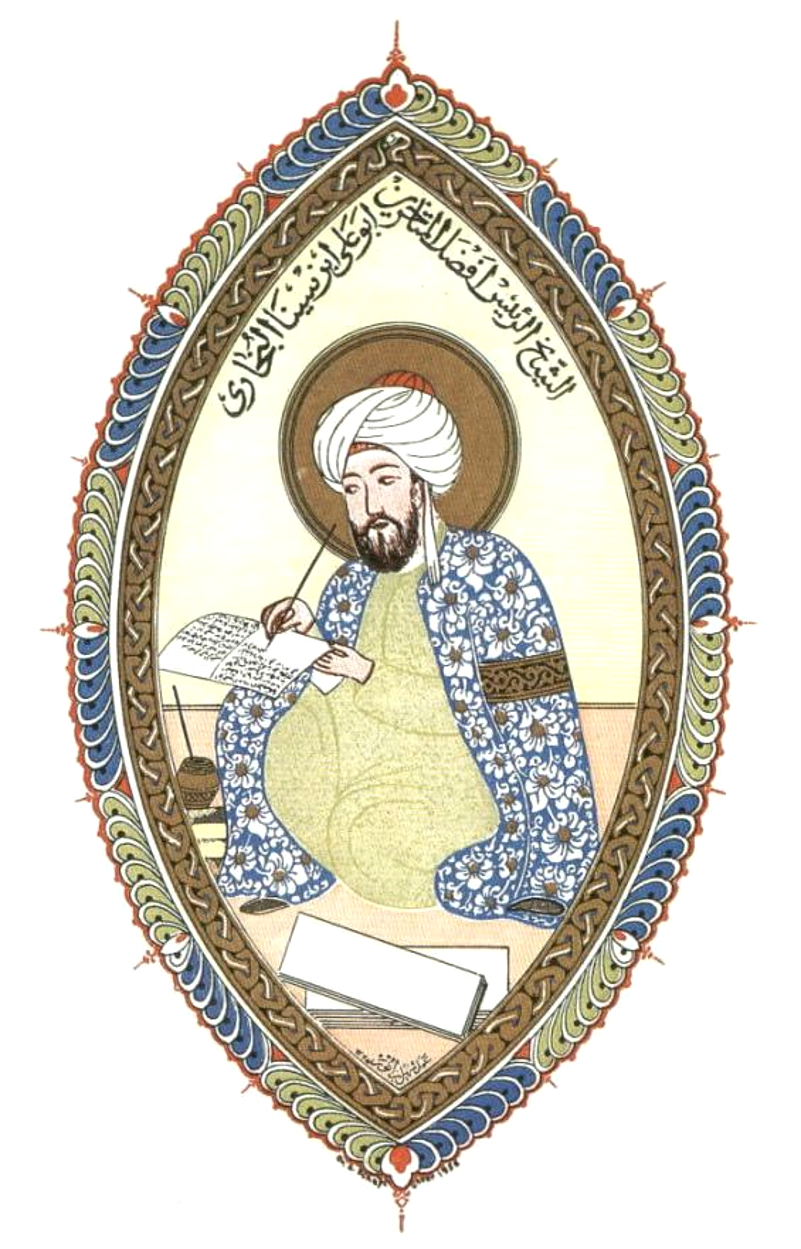
الفيلسوف ابن سينا الذي تعرّض لنقد شديد من الغزّالي، حتى أنّه في كتابه المنقذ من الضلال كفّره، فقال: «فوجب تكفيرهم وتكفير شيعتهم من المتفلسفة الإسلاميين كابن سينا و وأمثالهما»

كانت الفلسفة في عصر أبي حامد الغزالي قد أثرت في تفكير الكثيرين من أذكياء عصره وسلوكهم، وأدى ذلك إلى التشكيك في الدين الإسلامي والانحلال في الأخلاق، والاضطراب في السياسة، والفساد في المجتمع. فتصدّى أبو حامد الغزالي لهم بعد أن عكف على دراسة الفلسفة لأكثر من سنتين، حتى استوعبها وفهمها، وأصبح كواحد من كبار رجالها، يقول عن نفسه: «ثم إني ابتدأت بعد الفراغ من علم الكلام بعلم الفلسفة، وعلمت يقيناً أنه لا يقف على فساد نوع من العلوم، من لا يقف على منتهى ذلك العلم، حتى يساوي أعلمهم في أصل ذلك العلم.. فشمرت عن ساق الجد في تحصيل ذلك العلم من الكتب.. ثم لم أزل أواظب على التفكر فيه بعد فهمه قريباً من سنة أعاوده وأردده وأتفقد غوائله وأغواره، حتى اطَّلعت على ما فيه من خداع، وتلبيس وتحقيق وتخييل، واطلاعاً لم أشك فيه»، وألّف في ذلك كتابه «مقاصد الفلاسفة» مبيّناً منهجهم. ثم بعد ذلك وصل إلى نتيجته قائلاً: «فإني رأيتهم أصنافاً، ورأيت علومهم أقساماً وهم - على كثرة أصنافهم - يلزمهم وصمة الكفر والإلحاد، وإن كان بين القدماء منهم والأقدمين، وبين الأواخر منهم والأوائل، تفاوت عظيم، في البعد عن الحق والقرب منه».
تناول الغزالي الفلسفة بالتحليل التفصيلي، وذكر أصنافهم وأقسامهم، وما يستحقون به من التكفير بحسب رأيه، وما ليس من الدين، بذلك اعتُبر الغزالي أول عالم ديني يقوم بهذا التحليل العلمي للفلسفة، وأول عالم ديني يصنّف في علومهم التجريبية النافعة، ويعترف بصحة بعضها. إذ قسّم الغزالي علوم فلاسفة اليونان إلى العلوم الرياضية، والمنطقيات، والطبيعيات، والإلهيات، والسياسات، والأخلاقيات، وكان أكثر انتقاد الغزالي وهجومه على الفلاسفة ما يتعلق بالإلهيات، إذ كان فيها أكثر أغاليطهم بحسب الغزالي، وقد كفّر[ ؟ ] الغزالي فلاسفة الإسلام المتأثرين بالفلسفة اليونانية في 3 مسائل، وبدّعهم في 17 عشر مسألة، وألّف كتاباً مخصوصاً للرد عليهم في هذه ال 20 مسألة سمّاه «تهافت الفلاسفة»، وفيه هاجم الفلاسفة بشكل عام والفلاسفة المسلمون بشكل خاص، وخاصة ابن سينا والفارابي[ ؟ ] فقد هاجمهم هجوماً شديداً، ويُقال إنه قضى على الفلسفة العقلانية في العالم العربي، منذ ذلك الوقت ولعدة قرون متواصلة. فجاء بعده ابن رشد فرد على الغزالي في كتابين أساسيين هما «فصل المقال فيما بين الحكمة والشريعة من الاتصال»، ثم «تهافت التهافت».
وبحسب الباحثين أمثال يوسف القرضاوي وعباس محمود العقاد، فإن الغزالي يُعدّ في كثير من نظرياته النفسيّة والتربوية والاجتماعية صاحب فلسفة متميّزة، وهو في بعض كتبه أقرب إلى تمثيل فلسفة إسلامية، وأنه فيلسوف بالرغم من عدم كونه يريد ذلك، وهذا ما صرّح به كثيرون من العرب والغربيين، حتى قال الفيلسوف المشهور رينان: «لم تنتج الفلسفة العربية فكراً مبتكراً كالغزالي»، وقد رأى كثير من علماء المسلمين قديماً أن الغزالي رغم حربه للفلسفة، لم يزل متأثراً بها، حتى قال تلميذه أبو بكر بن العربي: «شيخُنا أبو حامد: بَلَعَ الفلاسفةَ، وأراد أن يتقيَّأهم فما استطاع».

## الغزالي والتصوف

### المراحل الفكرية التي مرّ بها الغزالي
قبل أن يستقر أمر الغزالي على التصوف، مرّ بمراحل كثيرة في حياته الفكرية، كما يرويها هو نفسه في كتابه المنقذ من الضلال، فابتدأ بمرحلة الشكّ بشكل لا إرادي، والتي شكّ خلالها في الحواس والعقل وفي قدرتهما على تحصيل العلم اليقيني، ودخل في مرحلة من السفسطة غير المنطقية حتى شُفي منها بعد مدة شهرين تقريباً. ليتفرّغ بعدها لدراسة الأفكار والمعتقدات السائدة في وقته، يقول: «ولما شفاني الله من هذا المرض بفضله وسعة جوده، أحضرت أصناف الطالبين عندي في أربع فرق: المتكلمون: وهم يدعون أنهم أهل الرأي والنظر. والباطنية: وهم يزعمون أنهم أصحاب التعليم، والمخصوصون بالاقتباس من الإمام المعصوم. والفلاسفة: وهم يزعمون أنهم أهل المنطق والبرهان. والصوفية: وهم يدعون أنهم خواص الحضرة، وأهل المشاهدة والمكاشفة»، ويتابع ويقول: «فابتدرت لسلوك هذه الطرق، واستقصاء ما عند هذه الفرق مبتدئاً بعلم الكلام، ومثنياً بطريق الفلسفة، ومثلثاً بتعلّم الباطنية، ومربعاً بطريق الصوفية». فعكف على دراسة علم الكلام حتى أتقنه وصار أحد كبار علمائهم، وصنف فيه عدة من الكتب التي أصبحت مرجعاً في علم الكلام فيما بعد مثل كتاب «الاقتصاد في الاعتقاد»، إلا أنه لم يجد ضالته المنشودة في علم الكلام، ورآه غير واف بمقصوده، يقول عن نفسه: «فلم يكن الكلام (أي علم الكلام) في حقي كافياً، ولا لدائي الذي كنت أشكوه شافياً». بعد ذلك توجّه لعلم الفلسفة ودرسها وفهمها، ثم نقدها بشدة بكتابه تهافت الفلاسفة. ثم درس بعدها الباطنية فردّ عليهم وهاجمهم. ليستقر أمره على علم التصوف.

### استقراره على التصوف
بعد تلك المراحل بدأ اهتمام الغزالي يتّجه نحو علوم التصوف، فابتدأ بمطالعة كتبهم مثل: قوت القلوب لأبي طالب المكي، وكتب الحارث المحاسبي، والمتفرقات المأثورة عن الجنيد وأبي بكر الشبلي وأبي يزيد البسطامي. كما أنه كان يحضر مجالس الشيخ الفضل بن محمد الفارمذي الصوفي، والذي أخذ عنه الطريقة، فتأثر بهم تأثراً كبيراً، حتى أدّى به الأمر لتركه للتدريس في المدرسة النظامية في بغداد، واعتزاله الناس وسفره لمدة 11 سنة، تنقل خلالها بين دمشق والقدس والخليل ومكة والمدينة المنورة، كتب خلالها كتابه المشهور في التصوف إحياء علوم الدين، وكانت نتيجة رحلته الطويلة تلك أن قال:
| أبو حامد الغزالي | وانكشفت لي في أثناء هذه الخلوات أمور لا يمكن إحصاؤها واستقصاؤها، والقدر الذي أذكره لينتفع به أني علمتُ يقيناً أن الصوفية هم السالكون لطريق الله خاصة وأن سيرتهم أحسن السير، وطريقهم أصوب الطرق، وأخلاقهم أزكى الأخلاق. | أبو حامد الغزالي |

### كتاب إحياء علوم الدين
كان من أشهر مؤلفات الغزّالي في التصوف كتابه إحياء علوم الدين، والذي قد حاز شهرةً وانتشاراً ما لم يقاربه أي كتاب من كتبه الأخرى، حتى صارت نسخه المخطوطة مبثوثة في مكتبات العالم. وقد امتدح الكتاب غير واحد من علماء الإسلام، مثل ما قاله عبد الرحيم العراقي المحدث الذي خرّج أحاديث الإحياء، حيث قال عنه: «إنه من أجل كتب الإسلام في معرفة الحلال والحرام، جمع فيه بين ظواهر الأحكام، ونزع إلى سرائر دقت عن الأفهام، لم يقتصر فيه على مجرد الفروع والمسائل، ولم يتبحر في اللجة بحيث يتعذر الرجوع إلى الساحل، بل مزج فيه علمي الظاهر والباطن، ومرج معانيها في أحسن المواطن، وسبك فيه نفائس اللفظ وضبطه، وسلك فيه من النمط أوسطه»، وقال غيره: «من لم يقرأ الإحياء فليس من الأحياء»، كما أُلّف الكثير من الكتب في شرح واختصار الإحياء والدفاع عنه، مثل كتاب «الإملاء على مشكل الإحياء» والذي ألفه الغزالي نفسه للرد على من انتقده في عصره، وكذلك كتاب «إتحاف السادة المتقين بشرح إحياء علوم الدين» للزبيدي، و«تعريف الأحياء بفضائل الإحياء» لعبد القادر العيدروس، وكذلك «المغني عن حمل الأسفار في تخريج ما في الإحياء من الأخبار» لعبد الرحيم العراقي. أما الاختصارات، فقد اختصره أخوه أحمد الغزّالي في كتاب «لباب الإحياء»، و«منهاج القاصدين» لابن الجوزي، ويعد بعض الباحثين كتاب الغنية للشيخ عبد القادر الجيلي، مختصرا للأحياء كونه كتب على نفس المنهجية والنفس، وغيرها الكثير.
وعلى العكس من ذلك، فقد ذمّ جمع من العلماء الإحياء منتقدين فيه كثرة الأحاديث الضعيفة، وإيراده لقصص الصوفية، وقد أقر الغزالي بضعفه في علم الحديث، حيث قال عن نفسه «أنا مُزجَى البِضاعةِ في الحديث». وأُلفت عدة كتب في الرد على الإحياء، مثل كتاب «إحياء ميت الأحياء في الرد على كتاب الإحياء» لأبي الحسن ابن سكر، و«إعلام الأحياء بأغلاط الإحياء» لابن الجوزي، و«الضياء المتلالي في تعقب الإحياء للغزالي» لأحمد ابن المنيّر، حتى وصل الأمر أن أُمر بحرق كتاب الإحياء في قرطبة على عهد علي بن يوسف بن تاشفين ثاني أمراء المرابطين.
سبب تسمية الكتاب بإحياء علوم الدين هو القناعة التي وصل لها الغزالي بأن العلم والفقه الحقيقي هو الذي ينعكس على سلوك الإنسان نتيجة يقينه بأن الآخرة خيرٌ من الأولى، وهو بذلك يذم ما يسمى علوماً دينية وتبنى على الإغراق في التفاصيل الفقهية وترتيب المناظرات والفوز بها، وقد قسم الكتاب إلى أربع أجزاء بعد مفدمة عن العلم والتفريق بين أنواعه.
- ربع العبادات كالصلاة والزكاة والحج موضحاً لبعض التفاصيل الدقيقة المتعلقة بأثر العبادات هذه على قلب الإنسان
- ربع العادات كالزواج والعمل لاكتساب الرزق
- ربع المهلكات كالغرور والتكبر وحب الدنيا والجاه والإفراط شهوتي الطعام والجنس وجعلهما باباً واحداً
- ربع المنجيات بدأه بالتوبة وأن حقيقتها معرفة الله ثم الخجل منه فالندم والاعتذار، ثم تكلم عن الصبر والخوف من الله وعبادة التفكر.

معظم ما كتبه الغزالي في الإحياء يبدأ عادة بشرح واستدلال بآية من القرآن الكريم ثم بحديث ثم بأخبار الصحابة ثم بأخبار الصالحين

## تلاميذ الغزالي
كانت مدرسة الغزالي تضم عشرات التلاميذ الأذكياء، وقد أثّر الغزالي ثأثراً كبيراً في جمهور كبير من تلاميذه، وذكر الزبيدي منهم:
- أبو النصر أحمد بن عبد الله بن عبد الرحمن الخمقدي، توفي سنة 544 هـ، وتفقّه في طوس على الغزالي.
- أبو منصور محمد بن إسماعيل بن الحسين العطاري، الواعظ في طوس والملقّب بـ «جندة»، توفي 486 هـ، وتفقّه في طوس على الغزالي.
- أبو الفتح أحمد بن علي بن محمد بن برهان، وكان حنبلياً، ثم تفقّه على الغزالي، وكام يدرّس في المدرسة النظامية علوم شتى، ودرّس إحياء علوم الدين للطلاب، توفي 518 هـ.
- أبو سعيد محمد بن أسعد التوقاني، توفي 554 هـ.
- أبو عبد الله محمد بن عبد الله بن تومرت المصمودي، الملقّب بـ «المهدي».
- أبو حامد محمد بن عبد الملك الجوزقاني الإسفراييني، تفقّه على الغزالي في بغداد.
- محمد بن يحيى بن منصور، وهو من أشهر تلامذته، تفقه على الغزالي، وشرح كتابه الوسيط.
- أبو بكر بن العربي، القاضي المالكي، وهو من حمل كتابه إحياء علوم الدين إلى المغرب العربي عند عودته من رحلته المشرقية عام 495 هـ.
- أحمد بن مَعَدّ بن عيسى بن وكيل التجيبي الداني الأُقْلِيشي، لم يكن له لقاء مباشر مع الغزالي، فإن أخذه وروايته لمؤلفات الإمام، كانت عن طريق شيخيه أبو بكر بن العربي وعبَّاد بن سَرْحَان المَعَافِرِي.
- عبد القادر الجيلاني، والجيلاني ألتقى ب الغزالي وتأثر به حتى أنه ألف كتابه «الغُنية لطالبي طريق الحق» على نمط كتاب «إحياء علوم الدين».[57][58][59]

## آثار الغزالي

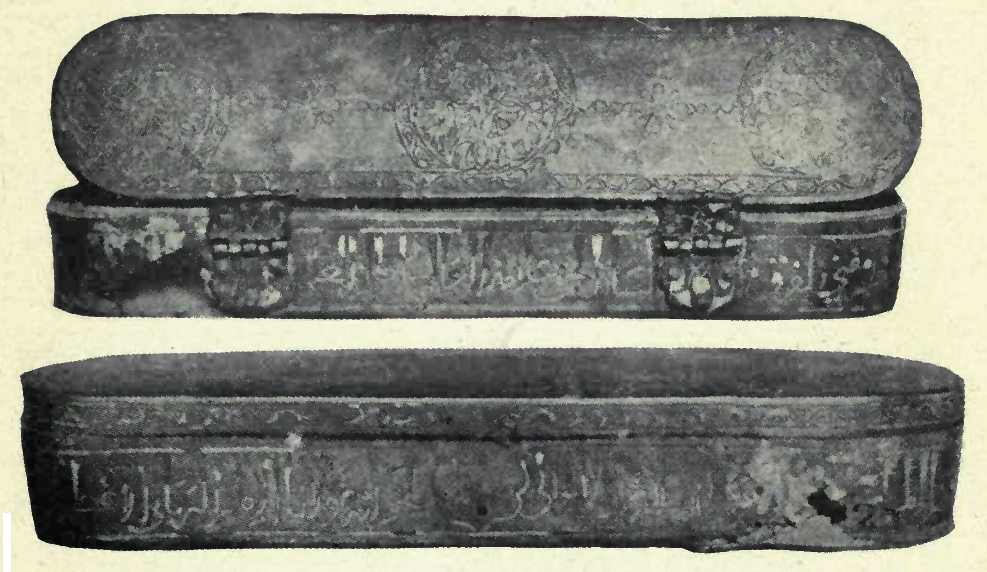
صندوق لقلم يعود للإمام الغزّالي، موجودة في متحف القاهرة

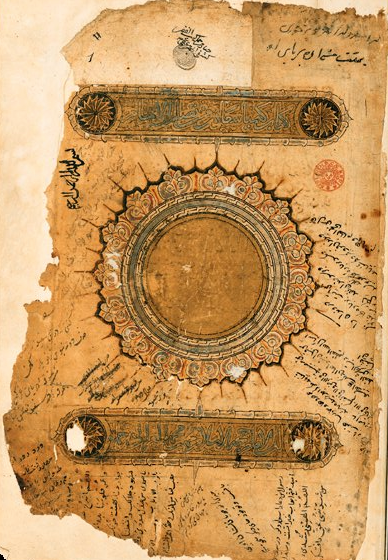
مخطوطة قديمة لكتاب "كيمياء السعادة" للغزالي

ألّف الإمام الغزّالي خلال مدة حياته (55 سنة) الكثير من الكتب في مختلف صنوف العلم، حتى قيل: إن تصانيفه لو وزعت على أيام عمره لأصاب كل يوم كتاب. وقد وضع الباحثان جميل صليبا وكامل عياد قائمة بمؤلفات الغزالي ضمت 228 كتاباً ورسالةً ما بين مطبوع ومخطوط ومفقود. وبسبب شهرة الغزالي وتصانيفه نُسب إليه الكثير من الكتب والرسائل، وأصبح من الصعب تحديد صحة نسبتها إليه. فقد ذكر المتقدمون من أمثال عبد الغافر الفارسي (ت. 529 هـ) وأبو بكر بن العربي (ت. 543 هـ) وتاج الدين السبكي (ت. 771 هـ) وطاش كُبري زادة (ت. 968 هـ) المرتضى الزبيدي (ت. 1205 هـ) الكثير من تصانيف الغزالي، واعتمد الباحثون على هذه المصادر في تحديد مصنفات الغزالي.
وفي منتصف القرن التاسع عشر الميلادي، بدأ المستشرقون في البحث في مؤلفات الغزالي، فنشر المستشرق جوشه بحثاً سنة 1858 م، تناول فيه أربعين مؤلفا للغزالي، وحاول أن يحقق صحة نسبتها إليه. ثم تلاه ماكدونلد وجولد تسهير وماسينيون ومونتكمري وات وبويج وغيرهم بأبحاث أخرى تناولت نفس الموضوع. ثم جاء عبد الرحمن البدوي بعمل ضخم في كتاب أسماه «مؤلفات الغزالي» ونُشر سنة 1380 هـ / 1960 م، وفيه تناول البدوي 457 مصنفا يُنسب إلى الغزالي، وقسّمه على النحو التالي:
- من 1 إلى 72: كتب مقطوع بصحة نسبتها إلى الغزالي.
- من 73 إلى 95: كتب يدور الشك في صحة نسبتها إلى الغزالي.
- من 96 إلى 127: كتب من المرجح أنها ليست للغزالي.
- من 128 إلى 224: أقسام من كتب الغزالي أفردت كتبا مستقلة، وكتب وردت بعنوانات مغايرة.
- من 225 إلى 273: كتب منحولة.
- من 274 إلى 380: كتب مجهولة الهوية.
- من 381 إلى 457: مخطوطات موجودة ومنسوبة إلى الغزالي.

وأخيراً أتى مشهد العلاّف ببحث استدرك بها على ما جاء به البدوي، وخصوصا «ما يتعلق منها بالكتب المقطوع بصحة نسبتها للغزالي فقد تضمنت بعض المنحولات».

### من كتب الغزالي
هذا ثبت بأهم الكتب المنسوبة للغزالي:
| في العقيدة وعلم الكلام والفلسفة والمنطق: - الاقتصاد في الاعتقاد. - بغية المريد في مسائل التوحيد. - إلجام العوام عن علم الكلام. - المقصد الأسنى شرح أسماء الله الحسنى. - المعارف العقلية ولباب الحكمة الإلهية. - القانون الكلي في التأويل. - فيصل التفرقة بين الإسلام والزندقة. - فضائح الباطنية. - حجّة الحق، في الرد على الباطنية. - قواصم الباطنية. - مقاصد الفلاسفة. - تهافت الفلاسفة. - معيار العلم في فن المنطق. - محك النظر في المنطق. - ميزان العمل. | في علم الفقه وأصوله وعلم الجدل: - التعليقة في فروع المذهب. - البسيط في الفروع. - الوسيط، في فقه الإمام الشافعي. - الوجيز، في فقه الإمام الشافعي. - فتاوى الغزالي. - غاية الغور في دراية الدور، في المسألة السريجية. - المستصفى في علم أصول الفقه. - المنخول في علم الأصول. - تهذيب الأصول. - المباديء والغايات. - شفاء الغليل في القياس والتعليل. - القسطاس المستقيم. - أساس القياس. - المنتحل في علم الجدل. - مآخذ الخلاف. - لباب النظر. - تحصين المآخذ في علم الخلاف. - جواب مفصل الخلاف. | في علم التصوف: - إحياء علوم الدين. - الإملاء على مشكل الإحياء. - بداية الهداية. - أيها الولد. - أسرار معاملات الدين. - روضة الطالبين وعمدة السالكين. - الأربعين في أصول الدين. - مدخل السلوك الي منازل الملوك. - ميزان العمل. - كيمياء السعادة، (وقد كتبه بالفارسية وتُرجم إلى العربية). - زاد الآخرة، (وقد كتبه بالفارسية وتُرجم إلى العربية). - مكاشفة القلوب المقرب إلى حضرة علام الغيوب. - سر العالمين وكشف ما في الدارين. - منهاج العابدين. - منهاج العارفين. - معارج القدس في مدارج معرفة النفس. - مشكاة الأنوار. - الرسالة اللدنية. - الكشف والتبيين في غرور الخلق أجمعين. | متنوعات: - المنقذ من الضلال. - المضنون به على غير أهله. - المضنون به على أهله. - جواهر القرآن ودرره. - حقيقة القرآن. - الحكمة في مخلوقات الله. - التبر المسبوك في نصحية الملوك. - القصيدة المنفرجة. - شفاء الغليل في بيان الشبه والمخيل ومسالك التعليل. |

## أقوال العلماء فيه

### المؤيدون

رسم تخيّلي لأبي حامد الغزّالي

كان أبو حامد الغزالي عند جمهور المتقدمين حجّة الإسلام ومجدد القرن الخامس الهجري، ومحيي علوم الدين، وكان من أقوال مَن أثنى عليه ومدحه:
- شيخه أبو المعالي الجويني: الغزالي بحر مغدق.[19]
- الذهبي: الشيخ الإمام البحر، حجة الإسلام، أعجوبة الزمان، زين الدين أبو حامد محمد بن محمد بن محمد بن أحمد الطوسي الشافعي، الغزالي، صاحب التصانيف والذكاء المفرط.[12]
- ابن الجوزي: صنف الكتب الحسان في الأصول والفروع، التي انفرد بحسن وضعها وترتيبها، وتحقيق الكلام فيها.[21]
- تاج الدين السبكي: حجة الإسلام ومحجة الدين التي يتوصل بها إلى دار السلام، جامع أشتات العلوم، والمبرز في المنقول منها والمفهوم، جرت الأئمة قبله بشأو ولم تقع منه بالغاية، ولا وقف عند مطلب وراء مطلب لأصحاب النهاية والبداية.[19]
- ابن النجار[ ؟ ]: أبو حامد إمام الفقهاء على الإطلاق ورباني الأمة بالاتفاق، ومجتهد زمانه وعين أوانه، وكان شديد الذكاء، قوي الإدراك، ذا فطنة ثاقبة، وغوص على المعاني.[40]
- أبو الحسن الشاذلي: إذا عرضت لكم إلى الله حاجة فتوسلوا إليه بالإمام أبي حامد.[65]
- أبو العباس المرسي: إنا لنشهد له بالصديقية العظمى.[65]
- ابن العماد الحنبلي: الإمام زين الدين حجة الإسلام، أبو حامد أحد الأعلام، صنف التصانيف مع التصون والذكاء المفرط والاستبحار في العلم وبالجملة ما رأى الرجل مثل نفسه.[11]
- ابن كثير: كان من أذكياء العالم في كل ما يتكلم فيه.
- أبو بكر ابن العربي: كان أشهر من لقينا من العلماء في الآفاق، ومن سارت بذكره الرفاق لطول باعه في العلم، ورَحب ذراعه، الإمام أبو حامد بن محمد الطوسي الغزالي.[66]
- أسعد الميهني: لا يصل إلى معرفة علم الغزالي وفضله إلا من بلغ أو كاد يبلغ الكمال في عقله.[40]
- عبد الغافر بن إسماعيل الفارسي: أبو حامد الغزالي حجة الإسلام والمسلمين، إمام أئمة الدين، من لم تر العيون مثله لساناً وبياناً ونطقاً وخاطراً وذكاءً وطبعاً.
- تلميذه محمد بن يحيى: الغزالي هو الشافعي الثاني.[40]
- الأسنوي: الغزالي إمام باسمه تنشرح الصدور وتحيا النفوس، وبرسمه تفتخر المحابر وتهتز الطروس، وبسماعه تخشع الأصوات وتخضع الرؤوس. وهو قطب الوجود والبركة الشاملة لكل موجود وروح خلاصة أهل الإيمان والطريق الموصلة إلى رضا الرحمن يتقرب إلى الله به كل صديق ولا يبغضه إلا ملحد أو زنديق.[11]
- تلميذه الشيخ أبو العباس الأقليشي المحدّث الصّوفي، مدحه ومدح كتاب إحياء علوم الدين في قصيدة طويلة جاء فيها:[28]

### المعارضون
كان لأبي حامد الغزالي، كغيره من قادة الفكر، جماعة ممن انتقدوه، فأنكروا عليه بعض ما كتب في كتبه، أو بعض ما تبنّاه من أفكار، أو بعض ما اختاره من طريق الزهد والتصوف، وحتى مَن انتقده فقد أشاد بعلمه وفضله، فكان ممن انتقده:
- أبو بكر الطرطوشي، والذي انتقد الغزالي في هجرانه للعلوم الشرعية، وإقباله على طريق الصوفية، وإدخاله الفلسفة، وانتقاده فيما بعد للفقهاء والمتكلمين، حتى قال عنه أنه «كاد ينسلخ من الدين»، متهماً إياه بأنه «غير أنيس بعلوم الصوفية ولا خبير بمعرفتها». ولقد ردّ تاج الدين السبكي على انتقاد الطرطوشي، وقال بأن الغزالي درس الفلسفة لينقضها، وأنه «كان ذا قدم راسخ في التصوف، وإِن لم يكن الغزاليّ يدري التصوف فَمن يدريه».[40]
- المازري، والذي أنكر على الغزالي في كتابه إحياء علوم الدين إيراده الأحاديث الضعيفة، وأنكر عليه قراءته للفلسفة، فردّ عليه أيضاً تاج الدين السبكي، وبيّن علّة إنكاره على الغزالي، ألا وهي التعصّب لأبي حسن الأشعري في علم الكلام، وتعصّبه لمالك بن أنس في الفقه، فقد كان الغزالي ربما خالف أبا حسن الأشعري في مسائل فرعية في علم الكلام حتى أن المازري قال «من خطأ شيخ السّنة أَبَا الْحسن الْأَشْعَرِيّ فَهُوَ المخطيء». كما رد عليه في مسألة أحاديث كتاب الإحياء، بأن الغزالي لم يكن ذا علم غزير في الأحاديث النبوية، وأن «عامة مَا في الإِحياء من الأخبار والآثار مبدد في كتب من سبقه من الصوفية والفقهاء».[40]
- ابن الصلاح، وقد انتقده بسبب إدخاله المنطق في علم أصول الفقه، وردّ أيضاً عليه تاج الدين السبكي.[40]
- ابن الجوزي، له كلام في مدح الغزالي، وله كلام في انتقاده، وذلك في عدة مواضع في كتابه تلبيس إبليس، وقد ألف أيضاً كتاباً في الرد على إحياء علوم الدين سمّاه «إعلام الأحياء بأغلاط الإحياء».[64]
- ابن تيمية، وقد انتقده بقوة أيضاً، وذلك في مواضع متعددة في فتاويه، وفي كتابه «الرسالة السبعينية».[64]
- علي بن محمد ابن الوليد، الداعي المطلق الخامس للإسماعيليين الطيبين المستعليين في اليمن، كتب دفع الباطل أو دامغ الباطل في ألف ومائتين صفح في الرد على الغزالي في انتقاده للباطنيّة والإسماعيلية في كتابه المعروف باسم المستظهري أو فضائح الباطنية.[67]

## كتب وأبحاث عن الغزّالي
| - أبو حامد الغزالي المفكر الثائر، محمد الصادق عرجون، الدار القومية للطباعة والنشر، مصر. - أبو حامد الغزالي دراسات في فكره وعصره وتأثيره، كلية الآداب والعلوم الإنسانية بالرباط، المغرب. - أعلام المسلمين الإمام الغزالي، صالح أحمد الشامي، دار القلم، دمشق. - الغزالي (سلسلة فلاسفة العرب)، يوحنا قمير، دار المشرق. - الأخلاق عند الغزالي، زكي مبارك، دار الجيل، بيروت. - الآداب التعاملية في فكر الإمام الغزالي، أحمد خواجة، المؤسسة الجامعية للدراسات والنشر، بيروت. - الإمام الغزالي بين مادحيه وناقديه، يوسف القرضاوي، مؤسسة الرسالة، بيروت. - الإمام الغزالي وعلاقة اليقين بالعقل، محمد إبراهيم الفيومي، دار الفكر العربي، القاهرة. - التربية الإسلامية عند الإمام الغزالي، أيوب دخل الله، المكتبة العصرية، بيروت. - التصوف السنّي حال الفناء بين الجنيد والغزالي، مجدي محمد إبراهيم، مكتبة الثقافة الدينية، القاهرة. - التصوف بين الغزالي وابن تيمية، عبد الفتاح محمد سيد أحمد، دار الوفاء، المنصورة. | - الحقيقة في نظر الغزالي، سليمان دنيا، دار المعارف، مصر. - الإمام الغزالي وعلم الحديث، محمد عقيل بن علي المهدلي، دار الحديث، القاهرة. - الفيلسوف الغزالي، عبد الأمير الأعسم، دار قباء للطباعة والنشر. - اللامعقول وفلسفة الغزالي، محيي الدين عزوز، الدار العربية للكتاب، ليبيا. - المنهج الفلسفي بين الغزالي وديكارت، محمود حمدي زقزوق، دار المعارف، القاهرة. - حجة الإسلام الإمام الغزالي، مأمون غريب، مركز الكتاب للنشر. - دور الغزالي في الفكر، حسن الفاتح قريب الله، مطبعة الأمانة، مصر. - مقارنة بين الغزالي وابن تيمية، محمد رشاد سالم، دار القلم، الكويت. - مؤلفات الغزالي، عبد الرحمن بدوي، وكالة المطبوعات، الكويت. - الغزالي، مصطفى غالب، منشورات دار مكتبة الهلال، بيروت - لبنان. - الفرار من المدرسة: دراسة في حياة وفكر أبي حامد الغزّالي، عبد الحسين زرين كوب، دار الروضة، بيروت - لبنان. |

## أعمال فنية ومؤسسية عن الغزّالي
- إنشاء مركز الكرسي المكتمل لفكر أبي حامد الغزالي في باب الرحمة في المسجد الأقصى وجامعة القدس، وذلك في شهر يناير عام 2013، وذلك بتوجيه من ملك الأردن عبد الله الثاني بن الحسين.[68]
- تصوير فيلم وثائقي باللغة الإنجليزية بعنوان «الغزالي.. كيميائي السعادة»، مدته 80 دقيقة، وذلك في عام 2007.[69]
- تصوير مسلسل تلفزيوني عن حياة الغزالي، بواقع 30 حلقة، و45 دقيقة لكل حلقة، والمسلسل من إخراج إبراهيم الشوادي، تم عرضه في شهر يوليو 2012.[70]
- في عام 2024 أدى دوره الممثل المصري نضال الشافعي في مسلسل الحشاشين الذي تناول قصة فرقة الحشاشين الباطنية الإسماعيلية التي قادها حسن الصباح.

## وصلات خارجية
- أبو حامد الغزالي على موقع الموسوعة البريطانية (الإنجليزية)
- أبو حامد الغزالي على موقع ميوزك برينز (الإنجليزية)
- موقع الإمام الغزالي
- تصفح إحياء علوم الدين